# Ion Areitio
Ion Areitio Agirre (né le 27 janvier 1992 à Fontarrabie) est un coureur cycliste espagnol, spécialiste du vélo trial. En individuel, il a notamment gagné quatre médailles mondiales et deux médailles aux championnats d'Europe dont un titre. Aux mondiaux par équipes, il a également gagné deux titres en 2010 et 2018.

## Palmarès en VTT trial

### Championnats du monde
- Canberra 2009
  -  Médaillé d'argent du trial 20 pouces juniors
- Mont Sainte-Anne 2010
  -  Champion du monde du trial par équipes
  -  Champion du monde du trial 20 pouces juniors
  -  Champion du monde du trial 26 pouces juniors
- Leogang 2012
  -  Médaillé de bronze du trial 20 pouces
- Val di Sole 2016
  -  Médaillé de bronze du trial 20 pouces
- Chengdu 2017
  -  Médaillé de bronze du trial 20 pouces
- Chengdu 2018
  -  Champion du monde du trial par équipes
  -  Médaillé d'argent du trial 20 pouces
- Chengdu 2019
  -  Médaillé de bronze du trial 20 pouces

### Coupe du monde
- Coupe du monde de VTT trial 20 pouces : deuxième du classement général en 2013, troisième en 2014

### Championnats d'Europe
- Berne 2023
  -  Médaillé d'argent du trial 20 pouces
- Moudon 2018
  -  Champion d'Europe du trial 20 pouces